# Bellonella cinera
Bellonella cinera är en korallart som först beskrevs av Tixier-Durivault och Jean-Loup d'Hondt 1974.  Bellonella cinera ingår i släktet Bellonella och familjen läderkoraller. Inga underarter finns listade i Catalogue of Life.